# Bill Walton
William Theodore (Bill) Walton III (La Mesa (Californië), 5 november 1952 – San Diego (Californië), 27 mei 2024) was een Amerikaans basketballer en sportjournalist.

## Biografie

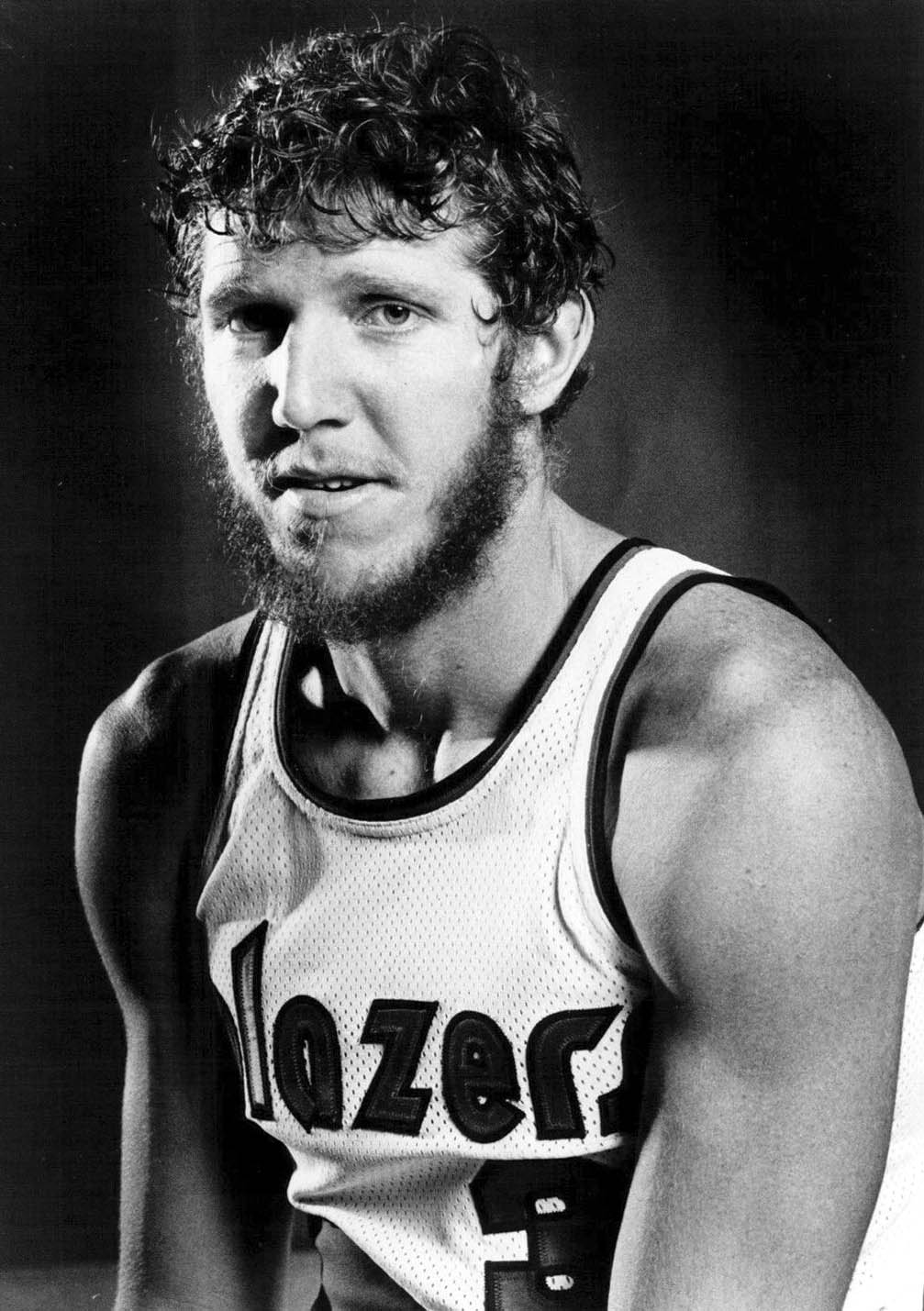
Bill Walton in het shirt van Portland

Walton speelde college-basketbal bij de UCLA Bruins. Hij werd als eerste gekozen bij de NBA Draft van 1974 door de Portland Trail Blazers. In 1977 leidde Walton de Portland Trail Blazers naar het NBA-kampioenschap en won dat seizoen de NBA Finals Most Valuable Player Award. Vervolgens werd hij in 1978 benoemd tot Most Valuable Player (MVP). Zijn professionele carrière werd daarna  belemmerd door meerdere voetblessures, waarvoor veel operaties nodig waren. 
Vanaf het seizoen 1979-1980 speelde Walton bij de San Diego/Los Angeles Clippers, waar hij vier seizoenen met blessures speelde. Vervolgens speelde hij zijn laatste twee seizoenen bij de Boston Celtics. Walton speelde als reserve voor center Robert Parish en won in het seizoen 1985-86 de NBA Sixth Man of the Year Award. Ook won hij dat seizoen zijn tweede NBA-kampioenschap.
Na zijn NBA-carrière werd hij sportjournalist voor onder andere ESPN. In 1991 won hij een Emmy Award.
Walton overleed op 71-jarige leeftijd aan de gevolgen van kanker.